# Eswatini na letnich igrzyskach olimpijskich
Reprezentanci Eswatini po raz pierwszy pojawili się na letnich igrzyskach olimpijskich w 1972 roku. Zawodnicy z Eswatini nie wystąpili na igrzyskach w Montrealu w 1976 i w Moskwie w 1980 roku. Do tej pory nie zdobyli żadnego medalu.

## Medaliści letnich igrzysk olimpijskich z Eswatini

### Złote medale
Brak

### Srebrne medale
Brak

### Brązowe medale
Brak